# Erika Kirsner
Erika " Era" Kirsner, född 23 december 1975 i Hódmezővásárhely, är en ungersk före detta handbollsspelare (vänstersexa), som för närvarande är president för ungerska klubben Váci NKSE och vice ordförande i ungerska handbollsförbundet. 

## Klubblagskarriär
Erika Kirsner började sin elitkarriär för Debreczeni VSC 1998 men bytte klubb efter ett år och spelade sedan åtta säsonger för Ferencvárosi TC (FTC), där hon också blev lagkapten de sista åren. Klubben vann den ungerska titeln 2007 efter en dramatisk kamp mot Győri ETO KC - där hennes entusiastiska slutminuter spelade en viktig roll. Efter 2007 lämnade hon klubben tillsammans med Tímea Tóth. De följde sin tränare, András Németh, till Hypo Niederösterreich, Kirsner spelade först två år och förlängde sedan sitt kontrakt med ytterligare ett år. Hon meddelade att hon skulle avsluta sin spelarkarriär men återvände  2010 till Ungern för att ersätta en skadad spelare i Váci NKSE och spelade sina sista matcher för Vac 2012. Hon spelade 2013/2014 för Gödi SE på lägre nivå. Inhemska meriter var främst tre ligatitlar och två cupsegrar i Ungern med FTC. Hon vann också ligan och cupen i Österrike. Främsta meriten i internationella cuper var seger i EHF-cupen 2006 med avgörande mål i avgörandet. Hon spelade också två finaler i EHF Champions League men förlorade båda.

## Landslagskarriär
Erika Kirsner debuterade i Ungerns damlandslag i handboll 2000 och vann guldmedaljen vid sitt första mästerskap, Europamästerskapet i handboll för damer 2000 i Rumänien. Hon var på sommaren 2000 en del av truppen som förberedde sig för OS 2000, men kom inte med till OS. Hon spelade däremot i OS 2004 där Ungern kom på femte plats. Hon spelade sedan mästerskapen till och med OS 2004 med Ungern. Vid Världsmästerskapet i handboll för damer 2003 vann hon VM-silver. År 2005 saknades hon i VM-truppen men återkom 2006 i EM i Sverige. Hon spelade sista landskampen 2008. Hon spelade 2000 till 2008 139 landskamper och gjorde 372 mål för Ungern.

## Efter spelarkarriären
År 2010 blev hon marknadsförare för klubben Váci NKSE och sommaren 2011 blev hon klubbdirektör och sedan ordförande i klubben. I september 2020 valdes hon till vice ordförande för det ungerska handbollsförbundet.

## Meriter i klubblag
- Nemzeti bajnokság (ungerska ligan)
  -  2000, 2002, 2007
- Magyar Kupa (Ungerska cupen)
  -  2001, 2003
- Österrikes damliga
  -  2008, 2009, 2010
- ÖHB-cupen (Österrikes cup)
  -  2008, 2009, 2010
- EHF Champions League:
  -  2002, 2008
- EHF-cupen:
  -  2006